# Han Kang
Han Kang (korejsky 한강; * 27. listopadu 1970 Kwangdžu) je jihokorejská spisovatelka. Mezinárodní ohlas získal její román Vegetariánka, za nějž roku 2016 obdržela Mezinárodní Man Bookerovu cenu. V roce 2024 se stala nositelkou Nobelovy ceny za literaturu jako první korejská a sedmá asijská laureátka v této kategorii.
Han Kang vystudovala literaturu na univerzitě Jonse v Soulu. Roku 1994 vyhrála jarní literární soutěž Soul Šinmun, což jí umožnilo vstoupit na dráhu profesionální spisovatelky. Rok po vítězství v soutěži vydala první knihu povídek. Poté působila krátce na univerzitě v Iowě, kde navštěvovala kurz tvůrčího psaní. Roku 2007 vyšla její kniha Vegetariánka, která v Jižní Koreji nevzbudila velký zájem. O devět let později vznikl anglický překlad, který jí přinesl mezinárodní ohlas a zisk Mezinárodní Man Bookerovu ceny. Česky knihu vydalo v roce 2017 nakladatelství Odeon, v překladu Petry Ben-Ari. Český literární časopis A2 román zařadil mezi nejlepší světové prózy po roce 2000. Roku 2014 vyšla druhá kniha Kde kvete tráva (česky 2018), pojednávající o masakru z roku 1980 v jejím rodném Kwangdžu. Roku 2016 vyšla lyrická próza Bílá kniha (česky 2018), v níž autorka rozjímá nad smrtí své sestry žijící pouhé dvě hodiny.
Její otec Han Sung-won a bratr Han Tong-nim jsou také spisovatelé.

## Knihy vydané v češtině
- Vegetariánka. Překlad Petra Ben-Ari. [s.l.]: Odeon, 2017. 208 s. ISBN 978-80-207-1755-9.
- Kde kvete tráva. Překlad Petra Ben-Ari. [s.l.]: Odeon, 2018. 224 s. ISBN 978-80-207-1825-9.
- Bílá kniha. Překlad Petra Ben-Ari. [s.l.]: Odeon, 2019. 184 s. ISBN 978-80-207-1926-3.
- Neloučím se navždy. Překlad Petra Ben-Ari. [s.l.]: Odeon, 2025. ISBN 978-80-207-2249-2. (Připravované vydání)